# Автошлях Т 2005
Автошлях Т 2005 — автомобільний шлях територіального значення на кордоні Тернопільської і Хмельницької областей України. Проходить територією Підволочиського, Волочиського районів. Загальна довжина — 8  км.